# Héctor Fort
Héctor Fort García (* 2. srpna 2006) je španělský fotbalista, který hraje jako pravý obránce za FC Barcelona.

## Klubová kariéra
Narodil se v Barceloně.
28. srpna 2023 debutoval z B-tým proti Logroñés v Primera Federación. 13. prosince 2023 debutoval za A-tým v Lize mistrů proti Antwerpám.
28. května 2024 oznámila Barcelona, že s Fortem prodloužila smlouvu do 30. června 2026.

## Reprezentace kariéra
Reprezentoval Španělsko v kategoriích do 16 a 17 let. Hrál na Mistrovství Evropy 2023 do 17 let.